# James Francis
James Henry Francis (Houston, 4 agosto 1968) è un ex giocatore di football americano statunitense che ha militato nel ruolo di linebacker nella National Football League (NFL). Al college giocò a football a Baylor.

## Carriera
Francis fu scelto come 12º assoluto del Draft 1991 dai Cincinnati Bengals. Vi giocò fino al 1998, con un massimo di 8 sack nella sua stagione da rookie. L'ultima stagione della carriera la passò militando nel 1999 con i Washington Redskins.

## Statistiche
| Sack       | 33,5 |
| Intercetti | 11   |